# Casa del Tramezzo di Legno

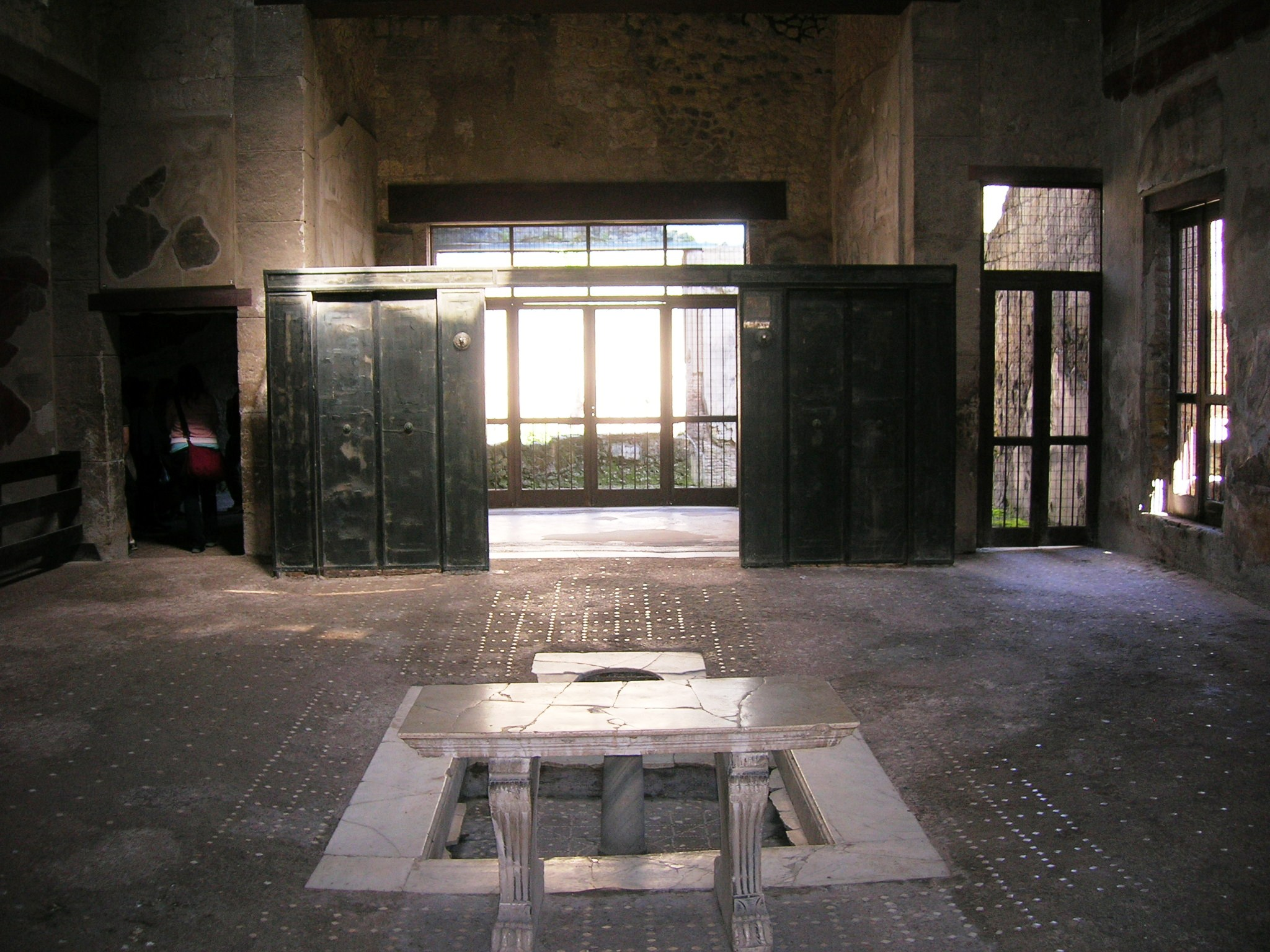
L'atrio con il tramezzo di legno

La casa del Tramezzo di Legno è una casa di epoca romana, sepolta dall'eruzione del Vesuvio del 79 e riportata alla luce a seguito degli scavi archeologici dell'antica Ercolano: deve il suo nome al ritrovamento, al suo interno, di un tramezzo, una sorta di porta pieghevole in legno carbonizzato.

## Storia e descrizione
La casa del Tramezzo di Legno venne costruita in età preromana, intorno al I secolo a.C., per subire poi importanti lavori di restauro ed ampliamento durante il periodo giulio-claudia all'inizio del I secolo: a quest'epoca risalgono infatti la costruzione del peristilio e il rifacimento degli affreschi. Venne sepolta sotto una coltre di fango durante l'eruzione del Vesuvio del 79 e riportata alla luce ed esplorata a seguito delle indagini archeologiche condotte da Amedeo Maiuri tra il 1927 ed il 1933.

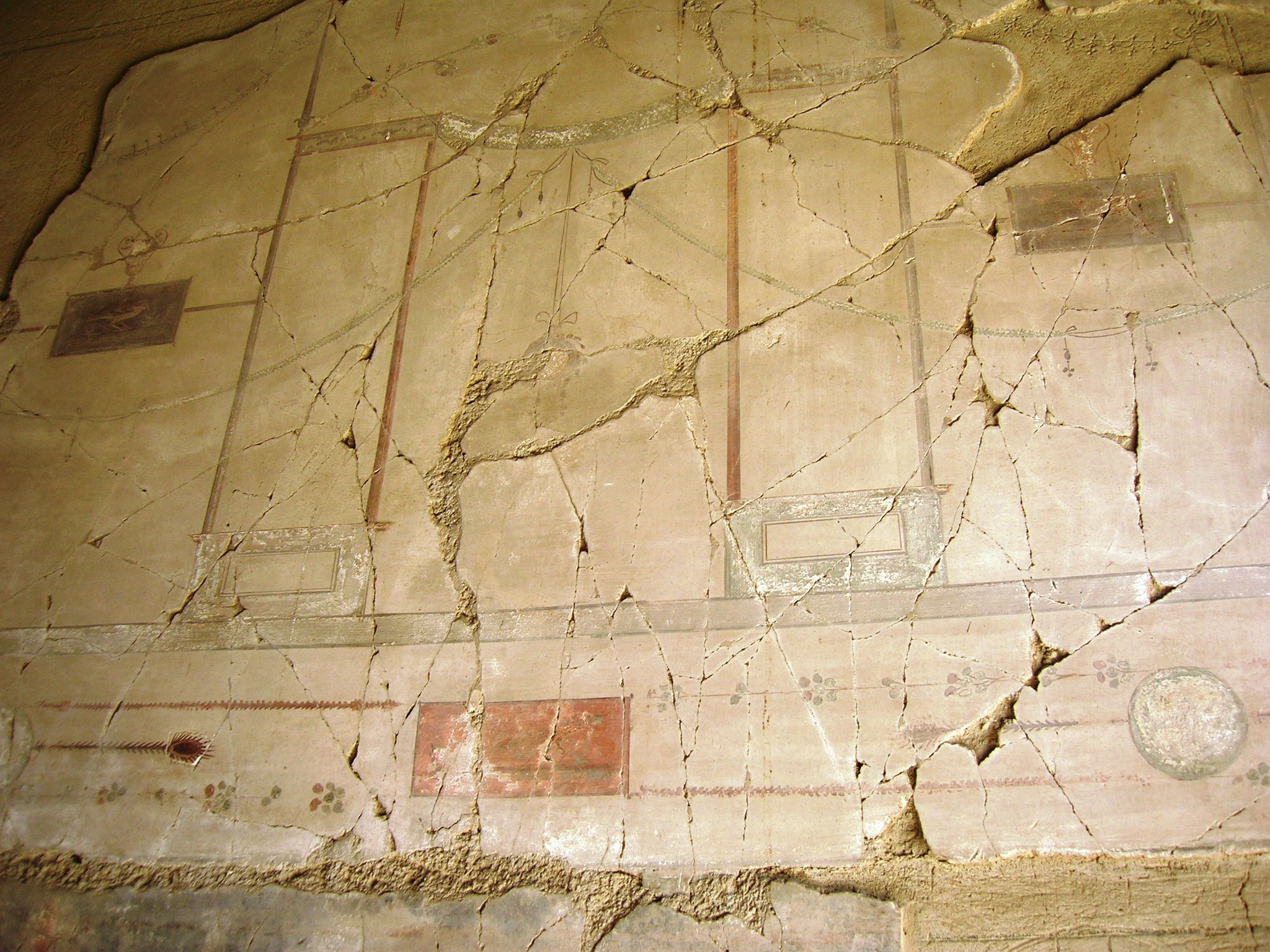
Affreschi

La casa si presenta con una tipica facciata patrizia che termina con una cornice ad ovali mentre alla base presenta dei sedili in muratura utilizzati dai clientes in attesa, prima di essere ricevuti dal proprietario; lungo le pareti delle fauci d'ingresso restano tracce di stucco su cui erano stati realizzati degli affreschi che risultano però sbiaditi dal tempo. Si accede quindi al grosso atrio, di tipo tuscanico, con stanze su tre lati, eccetto quello nord, in quanto gli ambienti vennero murati ed adibiti a botteghe: l'atrio ha un pavimento in cocciopesto con l'inserto di tessere di mosaico bianco, affreschi in terzo stile, con pannelli in bianco, rosso e giallo, arricchiti con disegni di motivi geometrici, ed al centro un impluvium in marmo, con base a mosaico e fontana centrale; è stato inoltre ritrovato un cartibulum in marmo riccamente decorato con teste di leoni. Il cubicolo lungo la parete est dell'atrio ha un pavimento a mosaico in bianco e nero decorato a motivi geometrici, un soffitto in parte a volta ed alle pareti affreschi in blu e verde su un fondo bianco e zoccolatura in rosso; lungo il lato sud si aprono un'ala e due cubicoli, uno dei quali decorato in terzo stile con pannelli rossi su un fondo nero e al cui interno custodiva un letto.
Nel lato est dell'atrio si trova il tablino: i due ambienti sono divisi per mezzo di un tramezzo, ossia una sorta di porta pieghevole, alta quanto un uomo, realizzata completamente in legno, carbonizzato in seguito all'eruzione, con battenti sagomati e grossi anelli in bronzo sui quale venivano poggiate delle lampade; il tablino ha alle pareti pitture in terzo stile, con pannelli incorniciati in nero e zoccolatura in rosso, mentre il pavimento è a mosaico bianco, bordato in nero, delimitato da una soglia decorata. Accanto al tablino si trova l'oecus con affreschi nella parte centrale in nero su fondo rosso, quella sottostante in nero e quella superiore in rosso adornata con motivi architettonici; il pavimento è un mosaico grigio con l'inserimento di tessere bianche.
Il peristilio presenta un colonnato su tre lati ed al centro un giardino: sotto il porticato sono stati ritrovati diversi affreschi tra cui uno che riproduce una vasca con fontana, circondata da anatre, un airone con serpente ed una testa di bue; lungo il perimetro del peristilio si aprono camere riservate alla famiglia. Una scala posta lungo il cardo III dà l'accesso al piano superiore dell'abitazione. Il lato nord della casa, quello che affaccia sulla strada, ospita diverse botteghe, ricavate nell'ultimo periodo di vita della città ed in una delle quali è stato ritrovato un torchio atto alla tessitura: dalla stessa bottega, una scala porta ad un piccolo appartamento che sfruttava gli spazi superiori del vestibolo e di un cubicolo della casa del Tramezzo di Legno.